# Ahmed Ouyahia
Ahmed Ouyahia (tiếng Ả Rập: أحمد أويحيى) (sinh ngày 2 tháng 7 năm 1952) là một chính trị gia người Algeria, từng là Thủ tướng Algeria từ năm 2017; trước đây ông là Thủ tướng từ năm 1995 đến 1998, từ 2003 đến 2006, và từ 2008 đến 2012. Một nhà ngoại giao sự nghiệp, ông cũng từng là Bộ trưởng Bộ Tư pháp, và ông là một trong những người sáng lập của Hiệp hội Dân chủ Quốc gia (RND) cũng như tổng thư ký của đảng. Ông được các nhà quan sát phương Tây coi là thân cận với quân đội Algeria và là thành viên của phe "diệt trừ" trong cuộc nội chiến thập niên 1990 chống lại phiến quân Hồi giáo.

## Giáo dục và giáo dục sớm
Ouyahia sinh ra ở làng Bouadnane thuộc tỉnh Tizi Ouzou thuộc vùng Kabylie của Algeria vào ngày 2 tháng 7 năm 1952. Sau khi học tiểu học bắt đầu ở Algiers, ông theo học một trường trung học tại Lycee El Idrissi (Trường trung học El Idrissi) ở Algiers. Ouyahia đã nhận được bằng tốt nghiệp Baccalauréat ès-lettres năm 1972.
Năm 1972, Ahmed Ouyahia tham gia kỳ thi tuyển sinh cho "Trường Quản trị Trung học Quốc gia" của Algiers. Có được điểm số trong số ba ứng viên hàng đầu, cùng với Ahmed Attaf, Ouyahia gia nhập Trường Quản trị Trung học Quốc gia và chuyên ngành ngoại giao. Ông tốt nghiệp năm 1976 và thực hiện nghĩa vụ quân sự từ năm 1976 đến 1978, tại khu phức hợp El Mouradia của Tổng thống Algeria, nơi ông là thành viên của nhóm quan hệ báo chí.

## Sự nghiệp sớm
Năm 1979, Ouyahia gia nhập Bộ Ngoại giao và được bổ nhiệm vào bộ phận các vấn đề châu Phi. Năm 1980, ông được bổ nhiệm làm cố vấn đối ngoại cho Đại sứ Algeria tại Bờ Biển Ngà, nơi ông phục vụ cho đến năm 1982. Năm 1982, ông được bổ nhiệm làm cố vấn đối ngoại cho người đứng đầu Phái bộ Thường trực của Algeria tại trụ sở Liên Hợp Quốc ở New York. Năm 1988, Ouyahia trở thành tổng giám đốc của bộ ngoại giao châu Phi. Từ năm 1988 đến 1989, Ouyahia là đồng đại diện của Hội đồng Bảo an Liên Hợp Quốc. Ông là cố vấn cho Bộ trưởng Bộ Ngoại giao từ năm 1990 đến năm 1991.
Ông đã lãnh đạo bộ phận châu Phi cho đến năm 1991 khi ông được bổ nhiệm làm Đại sứ tại Mali; ông đã phục vụ trong bài sau từ 1992 đến 1993. Ở đó, ông đã giúp đàm phán một thỏa thuận hòa bình năm 1992 trong cuộc nổi dậy của Malian Tuareg giữa chính phủ Malian của Alpha Oumar Konaré và phong trào Azawad Tuareg: một hiệp ước "Pacte National" ngắn ngủi. Vào tháng 8 năm 1993, Ouyahia được gọi trở lại Algiers để phục vụ trong chính phủ Redha Malek với tư cách là Ủy viên phụ trách các vấn đề về châu Phi và Ả Rập, Bộ trưởng Bộ Hợp tác và các vấn đề Maghreb.
Vào tháng 4 năm 1994, ông được đề cử làm giám đốc nội các của Tổng thống Liamine Zeroual, trong đó ông phụ trách các vấn đề chính trị như các cuộc đàm phán với các nhà lãnh đạo của Đảng Mặt trận Cứu quốc Hồi giáo bị cấm (FIS) và chuẩn bị cho Cuộc bầu cử tổng thống năm 1995, mà tổng thống giành chiến thắng vào tháng 11 năm 1995. Vai trò của ông với tư cách là thành viên của phe được gọi là "người xóa sổ", ủng hộ tất cả các cuộc chiến chống lại cuộc nổi dậy trong cuộc Nội chiến ở Algeria đã giết chết hơn 150.000 người ở cả hai bên, khiến ông bị chỉ trích từ một số nhóm nhân quyền phương Tây. Ông đặc biệt gắn liền với việc tạo ra vào cuối những năm 1990 của dân quân GLD ("Nhóm phòng thủ chính đáng", Groupes de légitime défense).